# 임하나 (사격 선수)
임하나(2000년 1월 1일~)는 대한민국의  사격 선수로 주 종목은 소총이다.

## 경력
청주 율량중학교 1학년 때(2013년) 사격에 입문했고 중학교 3학년 때인 2015년에 국가대표로 발탁되었다. 그 해 8월 아제르바이잔 개밸래에서 열린 사격 월드컵을 통해 국제 대회에 데뷔했으며 10m 공기소총 54위를 기록했다. 율량중을 졸업한 후에는 청주여자고등학교로 진학했다.
2017년에는 주니어 국가대표로 발탁되었으며 그 해 6월에 독일 줄에서 열린 세계 주니어 선수권 대회에 참가했다. 그녀는 10m 공기소총 종목에서 38위를 기록하여 대회를 마쳤으며 그 해 12월 일본 와코에서 열린 아시아 주니어 공기총 선수권 대회에서 10m 공기소총 11위를 기록했다.
2018년 9월 대한민국 창원에서 열린 2018년 세계 선수권 대회에 참가하여 처음으로 세계 선수권 대회에 출전했다. 그녀는 10m 공기소총 종목에서 251.1점의 기록으로 인도의 안줌 무드길과 대표팀 동료인 정은혜를 누르고 우승을 차지했다. 또한 단체전에서도 정은혜, 금지현과 함께 출전하여 1886.2점의 세계 기록으로 인도와 독일을 누르고 금메달을 획득하여 대회 2관왕에 올랐다.